# Bob James
Pour les articles homonymes, voir Bob James (homonymie) et James.
Robert McElhiney “Bob” James est un claviériste, arrangeur et producteur de jazz américain né le 25 décembre 1939 à Marshall, dans le Missouri. 

## Biographie
Fort de deux Grammy Awards, il est surtout connu auprès du grand public pour son morceau Angela, qui est le thème de la série Taxi, bien que sa notoriété dépasse largement cet enregistrement. En effet, Bob James fait partie de cette génération d'artistes jazz fusion qui ont jeté les bases du smooth jazz. Cependant il a fait ses débuts en tant que musicien de jazz traditionnel, notamment aux côtés de Sarah Vaughan. 
Bob James est ensuite devenu musicien de studio et producteur pour le label prestigieux CTI. Il a enregistré de nombreux albums en duo avec des artistes emblématiques du smooth jazz tels le guitariste Earl Klugh ou le saxophoniste David Sanborn. 
Certains de ses morceaux (surtout Take Me To The Mardi Gras et Nautilus) font partie des plus échantillonnés dans le monde du hip-hop,. Bob James a d'ailleurs collaboré avec Guru et Common sur Jazzmatazz, Vol. 4: The Hip-Hop Jazz Messenger: Back To The Future.
Parallèlement à sa carrière solo, il est aussi le membre fondateur du supergroupe Fourplay.

## Discographie
- Bold Conceptions (1962)
- Explosions (1965)
- One (1974)
- Two (1975)
- Three (1976)
- BJ 4 (1977)
- Heads (1977)
- Touchdown (1978)
- Lucky Seven (1979)
- One on One (avec Earl Klugh) (1979)
- H (1980)
- All Around the Town (live) (1981)
- Sign of the Times (1981)
- Two of a Kind (avec Earl Klugh) (1981)
- Hands Down (1982)
- Foxie (1983)
- The Genie (1983)
- Rameau (1984)
- 12 (1984)
- The Swan (1984)
- Obsession (1986)
- Double Vision (avec David Sanborn) (1986)
- Ivory Coast (1988)
- Scarlatti Dialogues (1988)
- J.S. Bach: Concerto for Two and Three Pianos (1989)
- Grand Piano Canyon (1990)
- Cool (avec Earl Klugh) (1992)
- Restless (1994)
- Flesh and Blood (avec sa fille Hilary James) (1995)
- Joined at the Hip (avec Kirk Whalum) (1996)
- Straight Up (1996)
- Playin' Hooky (1997)
- Joy Ride (1999)
- Dancing on the Water (2000)
- Morning, Noon and Night (2002)
- Take It From the Top (2003)
- Hi-Fi (2003)
- Urban Flamingo (2006)
- Angels of Shanghai (2007)